# Reichenspitze
Reichenspitze – szczyt w Alpach Zillertalskich, w Alpach Wschodnich. Leży w Austrii, na granicy między dwoma krajami związkowymi Tyrolem, a Salzburgiem. Leży między Wildgerlos Spitze, a Gabler. Na szczyt można wejść drogą ze schroniska Plauener Hütte (2373 m), Richterhütte (2374 m) lub Zittauer Hütte (2328 m).